# Regional Preferente de La Rioja 1987-88
La temporada 1987-88 de Regional Preferente de La Rioja era el quinto nivel de las Ligas de fútbol de España para los clubes de La Rioja, por debajo de la Tercera División de España y por encima de la Primera Regional de La Rioja.

## Sistema de competición
Los 18 equipos en un único grupo, que se enfrentan a doble vuelta, una vez en casa y otra en el campo del equipo rival, todos contra todos.
El campeón de esta fase regular asciende a Tercera División. El segundo clasificado se enfrentará en un playoff a ida y vuelta contra el segundo clasificado de la Preferente de Navarra. El ganador de este playoff también consigue el ascenso.
Si ascendieran desde el grupo XV de Tercera División más equipos de los que descendieran desde Segunda B, habría más plazas de ascenso, que obtendrían los siguientes clasificados.
Los dos últimos clasificados descienden a Primera Regional.

## Clasificación[1]
| Pos. | Equipo                   | Pts. | PJ | G  | E  | P  | GF | GC | Dif. |                                |
| ---- | ------------------------ | ---- | -- | -- | -- | -- | -- | -- | ---- | ------------------------------ |
| 1    | C. D. Alberite (C, A)    | 53   | 34 | 24 | 5  | 5  | 78 | 22 | +56  | Ascenso a Tercera              |
| 2    | C. Haro Deportivo        | 52   | 34 | 23 | 6  | 5  | 70 | 25 | +45  | Promoción de ascenso a Tercera |
| 3    | S. D. Oyonesa            | 45   | 34 | 17 | 11 | 6  | 71 | 52 | +19  |                                |
| 4    | C. D. Autol              | 43   | 34 | 18 | 7  | 9  | 57 | 34 | +23  |                                |
| 5    | Náxara C. D.             | 41   | 34 | 16 | 9  | 9  | 41 | 34 | +7   |                                |
| 6    | C. D. San Marcial        | 40   | 34 | 13 | 14 | 7  | 49 | 41 | +8   |                                |
| 7    | S. D. Loyola             | 36   | 34 | 14 | 8  | 12 | 53 | 50 | +3   |                                |
| 8    | Peña Balsamaiso C. F.    | 36   | 34 | 13 | 10 | 11 | 72 | 53 | +19  |                                |
| 9    | C. D. Calahorra Promesas | 35   | 34 | 16 | 3  | 15 | 47 | 53 | −6   | Descenso a Primera Regional    |
| 10   | C. At. River Ebro        | 32   | 34 | 11 | 10 | 13 | 40 | 40 | 0    |                                |
| 11   | C. D. Arnedo Promesas    | 31   | 34 | 11 | 9  | 14 | 43 | 44 | −1   |                                |
| 12   | C. D. Agoncillo          | 29   | 34 | 12 | 5  | 17 | 59 | 69 | −10  |                                |
| 13   | C. D. Aldeano            | 29   | 34 | 9  | 11 | 14 | 49 | 50 | −1   |                                |
| 14   | C. D. La Calzada         | 29   | 34 | 10 | 9  | 15 | 57 | 54 | +3   |                                |
| 15   | C. D. San Mateo          | 28   | 34 | 8  | 12 | 14 | 44 | 60 | −16  |                                |
| 16   | S. R. C. La Unión        | 22   | 34 | 7  | 8  | 19 | 27 | 54 | −27  |                                |
| 17   | C. D. Cerverano          | 19   | 34 | 3  | 13 | 18 | 39 | 98 | −59  |                                |
| 18   | C. D. Quel (D)           | 12   | 34 | 3  | 6  | 25 | 25 | 88 | −63  | Descenso a Primera Regional    |

 Fuente: www.futbol-regional.es
Notas:
1. ↑  El C. D. Calahorra Promesas renunció a la categoría, desdenciendo a Primera regional.

## Promoción de ascenso
| Equipo 1          | Agr. | Equipo 2        | Ida | Vuelta |
| ----------------- | ---- | --------------- | --- | ------ |
| C. Haro Deportivo | 3-3  | C. D. Beti Onak | 1-1 | 1-0    |

| Ida; 5 de junio de 1988 | C. Haro Deportivo | 1-1 | C. D. Beti Onak |  |  |

| Vuelta; 12 de junio de 1988 | C. D. Beti Onak | 0-1 (Global 1-2) | C. Haro Deportivo |  |  |

| Asciende C. Haro Deportivo |